# 臺灣海峽內海化
臺灣海峽內海化，又稱台海內海化，是一个与臺灣問題相关的术语。中華人民共和國政府基於一個中國原則，主張台灣（台灣本島及附屬島嶼）為中華人民共和國領土，台灣海峽海域为中国的內水、领海、毗连区和专属经济区，中華人民共和國對台灣海峽享有完全的主權、主權權利和管轄權，並认为《国际海洋法》上根本没有“國際水域”一说。中華民國政府认为，中華人民共和國政府不承認中華民國為主權國家，主張“台灣海峽非國際水域”，即是企圖使“台灣海峽內海化”。与之相对的词语则是臺灣海峽國際化。
美國、英國、加拿大與日本等國，認為根據《聯合國海洋法公約》，台灣海峽為國際水域，國際船隻可以無害通過。中華民國政府認為除中華民國領海外，台灣海峽中間為國際海水域，允許其他國家船舶依照國際法規定無害通過、自由航行。法律实践中，中华民国司法机关依照相关法律条文设立臺灣地區限制或禁止水域，禁止中國大陸居民、船只未经允许进入、航行臺灣地區。

## 背景

### 國際法
根據《聯合國海洋公約》，台灣海峽兩岸以12海浬自陸地向外延伸的領海，並未完全涵蓋台灣海峽。在領海覆蓋不及的區域，為國際海域，國際公法保障各國船隻在台灣海峽享有公海自由航行權利，空中亦然。台海海峡最大宽度虽不超过350海里:148，但远远大于24海里。傅崐成、刘先鸣指出据现行海洋法12海里为最大领海宽度的规定，台海海峡属于“宽海峡”，与沿海国拥有的“领海峡”相对。依据《聯合國海洋法公約》第36条，在“宽海峡”内有“在航行和水文特征方面同样方便的一条穿越公海或穿越专属经济区的航道”，则公约第III部分关于“用于国际航行的海峡”的规定不适用于该海峡。在这种航道中，应依据航道水域本身的法律性质（公海或专属经济区）而适用公约相关部分关于航行自由或飞越自由的规定。在中華人民共和國領海範圍外，外国船舶享有无害通过权，在中华人民共和国专属经济区内，外国船舶和航空器享有《聯合國海洋法公約》第58条所规定的航行自由和飞越自由。海峽兩岸在海洋法立场一致:145。

### 國內法
1992年7月，立法院三读通过《臺灣地區與大陸地區人民關係條例》。10月7日，中華民國國防部依《臺灣地區與大陸地區人民關係條例》第二十九条，公告“臺灣地區限制或禁止水域”范围。相关案例中，该条文成为禁止中國大陸居民、船只未经允许进入、航行臺灣地區的法律依据。

## 主張
在2000年後，中華人民共和國經由國台辦對外宣稱台灣海峽非國際海域。
2010年代起，中国人民解放军开始绕台湾岛巡航。同时，中国人民解放军军机越过臺灣海峽中線成为常见。除中華民國國軍外，外國軍艦航行通過或軍機飛越台灣海峽视为軍事挑釁，“進而衍生台海和平穩定和國家安全問題、有干涉台灣問題意圖”。
2022年6月12日，时任中华人民共和国国防部部长魏凤和出席新加坡举办的第19届香格里拉对话，以「中国对地区秩序的愿景」议题发言。有报道指，魏凤和出席会议时宣稱「台灣海峽是中國的內海」。对于这一说法，存在一定质疑。或称魏凤和发言重申台灣問題是“中國內政”，且若有人把台灣分裂出去，一定會“不惜一戰”。並未提及台灣海峽的法律地位。6月13日，中华人民共和国外交部发言人汪文斌在記者會中否認存在台灣海峽中線，宣稱中華人民共和國對於整個台灣海峽有實際管輤權。14日，中華民國大陸委員會透过书面方式對此提出抗議，稱“中華民國是主權國家，在所屬島嶼及其海空域享有主權、既有權利及管轄權；兩岸互不隸屬是事實、台灣更非中華人民共和國一部分。中共片面對台灣及台灣海峽宣稱之主張，企圖將‘台灣内國化、海峽內海化’，完全違反國際法及台海事實現狀[……]我政府認為，台灣海峽是國際水域，屬於我國領海範圍以外的水域均適用國際法「公海自由」原則；我國向來尊重外國船舶在台灣海峽任何符合國際法的行動，包括無害通過，我方理解並支持美國等自由航行任務對促進區域和平穩定的助益”。
2022年6月，中國國民黨國際事務部主任黃介正，發表聲明認為台灣海峽非國際海域。民進黨對此提出批評，中國國民黨在壓力下，認為他只是個人意見，聲明支持各國在台灣海峽公共海域的自由航行權。
2024年金門近海快艇翻覆事故后的3月13日，中共中央台湾工作办公室發言人陈斌华在例行新聞發佈會上表示，“民進黨當局利用‘2.14惡性撞船事件’，站隊美國，並支持美方所謂的臺海‘國際水域說’，企圖將臺灣海峽國際化”，強調海峽兩岸都是中國的領土，中國對臺灣海峽享有主權、主權權利和管轄權，根據《聯合國海洋法公約》和中國國內法，臺灣海峽水域分別為中國內水、領海、毗連區和專屬經濟區。事实上，国际海洋法也根本就没有“國際水域”一说。他補充根據《聯合國海洋法公約》相關條款規定，其他國家的船舶可以“無害通過”臺灣海域部分水域，臺灣海峽一直是全球貿易最繁忙的運輸通道之一。

## 影響
韓國與美國擔心，在中華人民共和國達成台灣海峽內海化之後，可能企圖進一步完全控制黃海，將黃海內海化，以阻止日本海上自衛隊、與駐韓美軍支援台灣，來達成中國統一的目標。同時，這將影響到韓國與日本安全。美國作家白邦瑞認為，為達成中國崛起，擊敗美國，使中國稱霸，習近平正在推動由堪察加半島到大巽他群島島鏈的西方完全由中國海軍控制，使東海、黃海、沖繩列島、台灣海峽、以至於南海，都成為中國內海。